# Xã Jefferson, Quận Jefferson, Kansas
Xã Jefferson (tiếng Anh: Jefferson Township) là một xã thuộc quận Jefferson, tiểu bang Kansas, Hoa Kỳ. Năm 2010, dân số của xã này là 1.160 người.